# Postroff
Postroff (deutsch Postdorf) ist eine französische Gemeinde mit 198 Einwohnern (Stand 1. Januar 2022) im Département Moselle in der Region Grand Est (bis 2015 Lothringen). Sie gehört zum Arrondissement Sarrebourg-Château-Salins.

## Geografie
Postroff liegt etwa zwölf Kilometer südlich von Sarre-Union und 13 Kilometer nördlich von Sarrebourg an der Tsch in der Vorbergzone der Vogesen auf einer Höhe zwischen 227 und 334 m über dem Meeresspiegel. Das Gemeindegebiet umfasst 5,0 km². Die Gemeinde grenzt im Norden, Osten und Süden an das elsässische Département Bas-Rhin.

## Geschichte
1766 kam der Ort zu Frankreich, von 1871 bis 1918 zum Deutschen Reich und seit 1919 wieder zu Frankreich.

### Wappen
Die blauen Schindeln im Gemeindewappen erinnern an die Herrschaften von Finstingen Geroldseck über Postroff sind das Wappen der ehemaligen Herren des Ortes, das Kreuz auf dem Dreiberg versinnbildlicht die Erhöhung des Heiligen Kreuzes, dem die Kirche geweiht ist.

### Bevölkerungsentwicklung
| Jahr      | 1962 | 1968 | 1975 | 1982 | 1990 | 1999 | 2007 | 2019 |
| Einwohner | 261  | 234  | 221  | 209  | 194  | 181  | 204  | 213  |

## Sehenswürdigkeiten

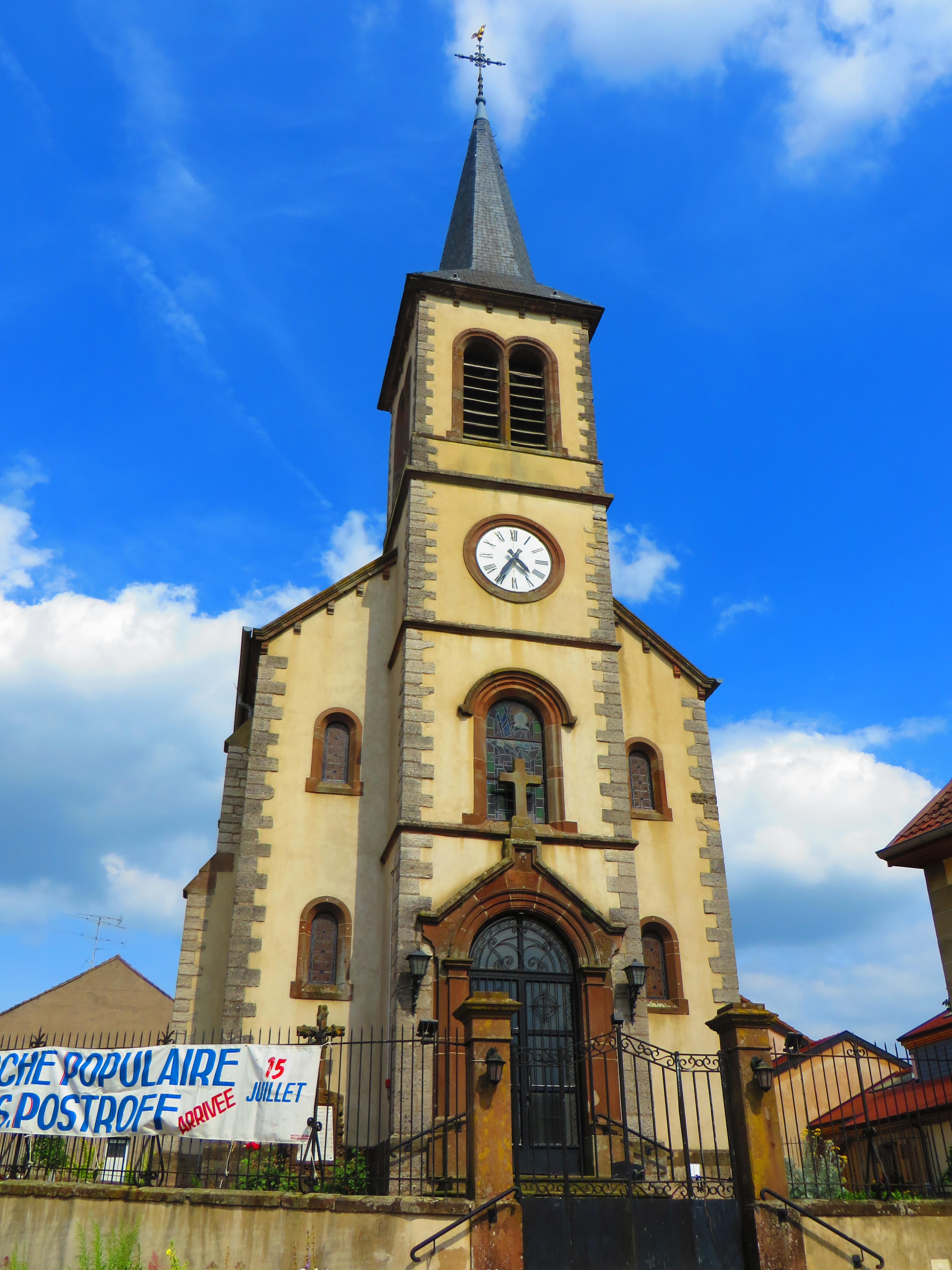
Kreuzerhöhungskirche
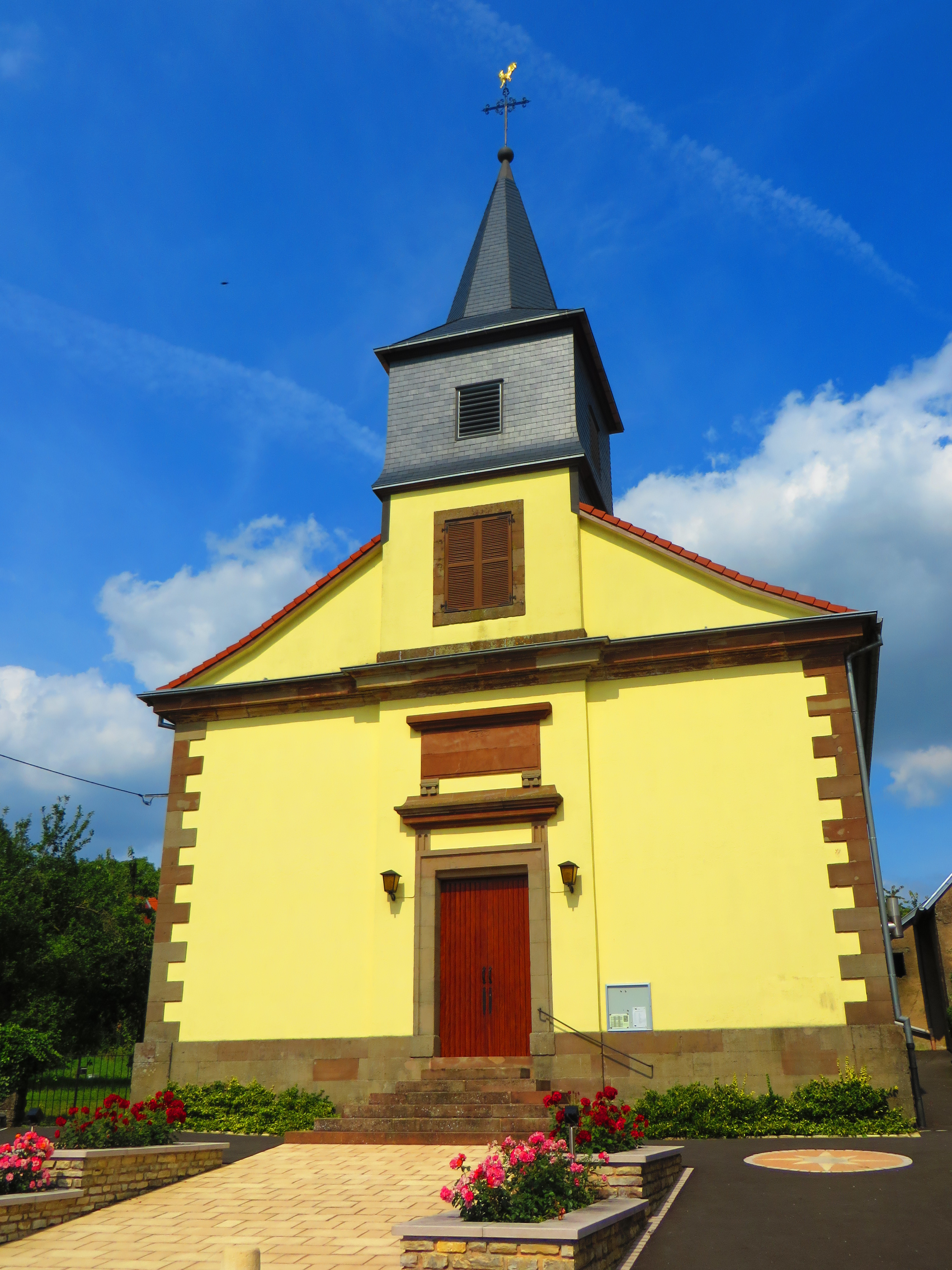
Lutherische Kirche

## Belege
1. ↑  Wappenbeschreibung auf genealogie-lorraine.fr (französisch)